# Лойбсдорф (Саксонія)
Лойбсдорф (нім. Leubsdorf) — громада в Німеччині, розташована в землі Саксонія. Входить до складу району Середня Саксонія.
Площа — 34,34 км2. Населення становить 3257 ос. (станом на 31 грудня 2020).